# Junior Teoni
Junior Teoni (* 6. Februar 2001) ist ein amerikanisch-samoanischer Fußballspieler auf der Position eines Stürmers, der im Jahr 2019 zumindest in einem Länderspiel der amerikanisch-samoanischen Fußballnationalmannschaft zum Einsatz gekommen ist.

## Karriere
Junior Teoni wurde am 6. Februar 2001 geboren, stammt aus Sogi und war als 18-Jähriger, nachdem er davor die Leone High School abgeschlossen hatte, Teil des 21-köpfigen amerikanisch-samoanischen Spieleraufgebots, das im Juli 2019 am Fußballturnier der Pazifikspiele 2019 teilnahm. Dabei wurde er am 10. Juli 2019 im zweiten Gruppenspiel gegen Fidschi, das in einer deutlichen 0:9-Niederlage endete, vom Nationaltrainer Tunoa Lui in der 58. Spielminute für Puni Samuelu eingewechselt. Amerikanisch-Samoa beendete das Turnier mit einem Torverhältnis von 2:36 und einem einzigen Remis aus fünf Spielen auf dem vorletzten Platz der Gruppe B; nur Tuvalu hatte ein noch schlechteres Torverhältnis. Davor hatte Junior Teoni in keiner anderen amerikanisch-samoanischen Fußballnationalauswahl gespielt; die A-Nationalmannschaft war, wie auch bei seinem Teamkollegen King Moe, die erste Möglichkeit seine Heimat zu repräsentieren.